# الاتصالات في مالاوي

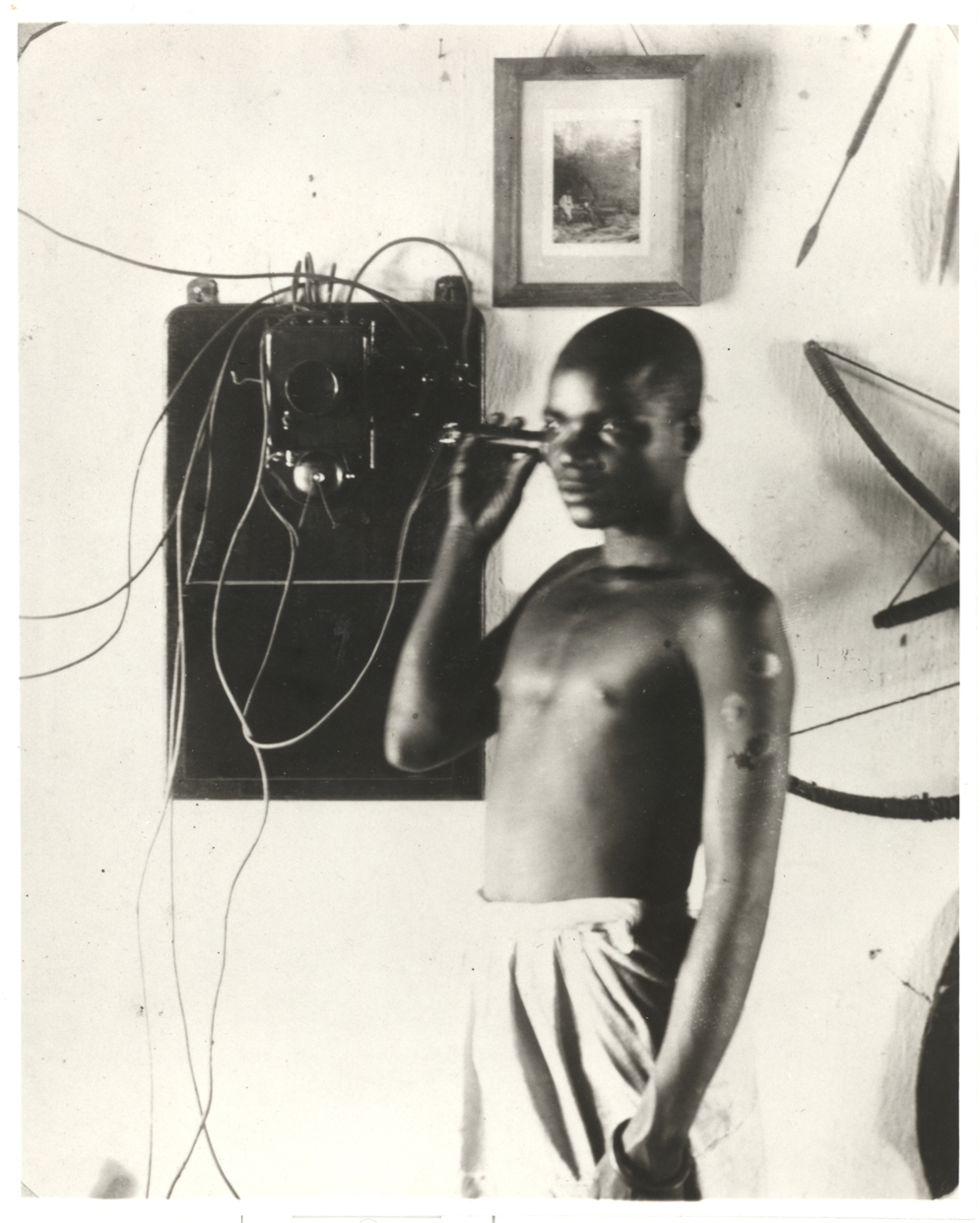
أفريقي يستخدم الهاتف

الاتصالات في مالاوي تشمل خدمات الاتصالات في مالاوي الخدمات البريدية، التلفزيونية، الاذاعية وخدمات الانترنت في الدولة.

## البريد
توفر شركة مالاوي للبريد خدمة البريد الوطني في مالاوي وتشرف على مكاتب البريد في جميع ارجاء البلاد. وهنالك عشرة اخرين من مزودي الخدمات البريدية في مالاوي، بمن فيهم (دي اتش ال) و (فيديكس). وتنظم هيئة تنظيم الاتصالات في مالاوي (MACRA) الخدمات البريدية في مالاوي.

## الهاتف
تعتبر الهواتف المتنقلة أكثر شيوعا من هواتف الخط الثابت، مع أكثر من 6.1 مليون اشتراك للهواتف المتنقلة مقارنة بالهواتف الثابتة ذات ال45,678 اشتراك فقط اعتبارا من سنة 2015. وصدر في عام 2014 تقرير من الاتحاد الدولي للاتصالات يفيد بأن متوسط انفاق الملاويين على الهواتف المتنقلة كان أكثر بنسبة 56% من مدخولهم الشهري. وكانت هذه اعلى نسبة ارباح وجدت عبر الاستطلاع.
نظام الهاتف:
- محليا: نظام خطوط الأسلاك المفتوح العادل، توصيل روابط موجات المذياع الصغيرة، ومحطات تواصل الهواتف اللاسكلية.
- عالميا: محطات أرضية فضائية - 2 انتلسات (1 المحيط الهندي و 1 المحيط الأطلسي)

## الإذاعة والتلفاز
وتنظم خدمات البث الإذاعي والتلفزيوني أيضا عن طريق هيئة تنظيم الاتصال في مالاوي (MACRA).
ويوجد 45 محطة اذاعية مرخصة، منها 31 تشغيلية: AM 9، FM 5 (بالإضافة إلى 15 محطة تكرار), 2 من الموجات القصيرة (إضافة لمحطة ثالثة في وضع الاستعداد) (اعتبارا من سنة 2016).
اجهزة الراديو: 2.6 مليون جهاز (اعتبارا من سنة 1997)، ويوجد 20 محطة بث تلفزيوني مرخصة منها 5 تشغيلية (اعتبارا من سنة 2016).

## الإنترنت
يُنظم الإنترنت في مالاوي عن طريق هيئة تنظيم الاتصالات في مالاوي (MACRA) ومن بين الخدمات التي تقدم للمستهلك (ايرتل) وايضا (الخدمات البريدية في مالاوي)، واعتبارا من سنة 2015 قُدر عدد المستخدمين للانترنت في مالاوي بحوالي 1.67 مليون مستخدم. واعتبارا من سنة 2003 كان عدد مزودي خدمة الإنترنت (ISPs) 18مزودا. رمز الدولة (مجال أعلى مستوى) هو MW.

## روابط خارجية
- صفحة GSM العالمية على ملاوي
- صفحة PanAfriL10n على ملاوي